# Sociëteit voor Afrikaanse Missiën

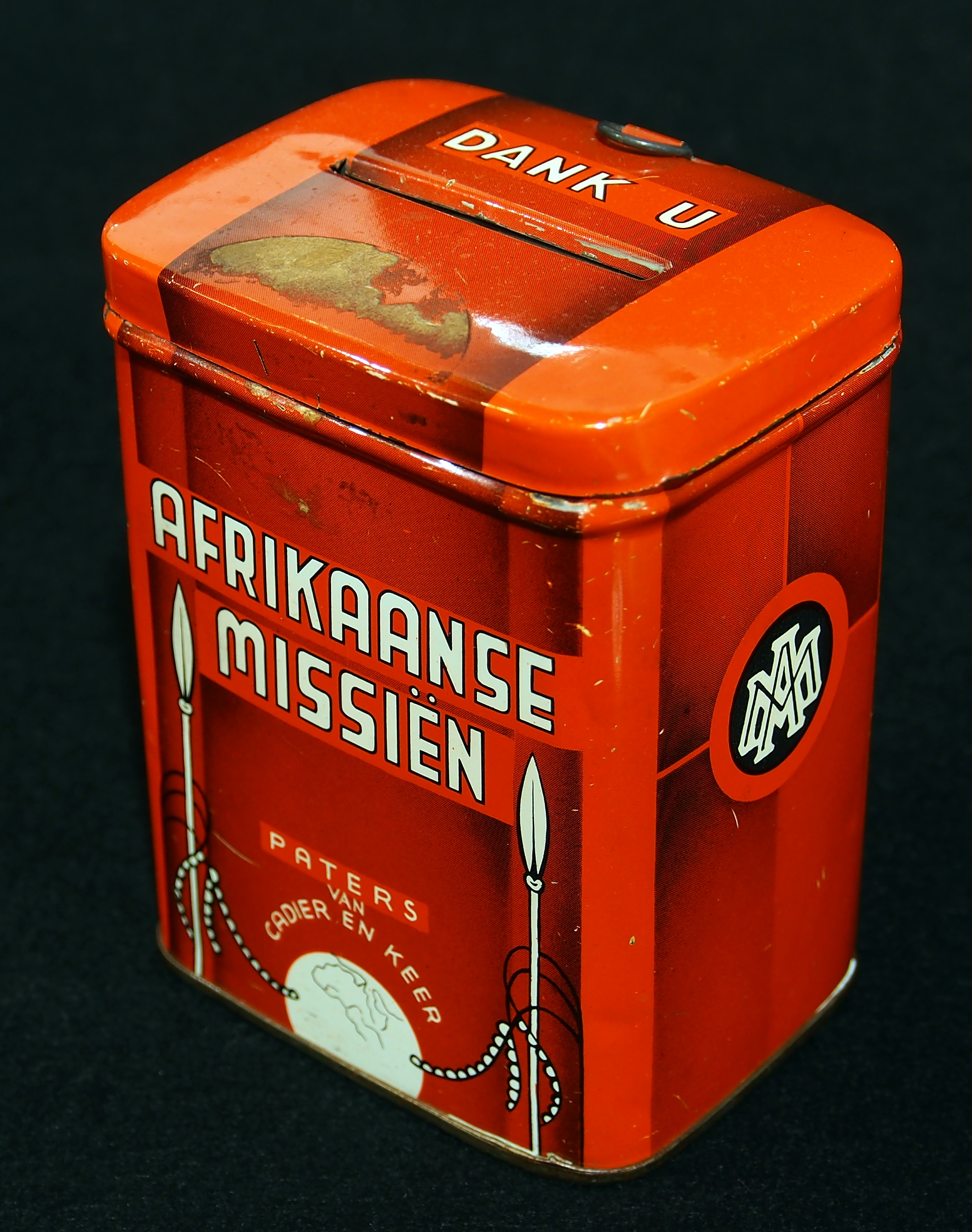
Collecteblik voor de Afrikaanse Missiën

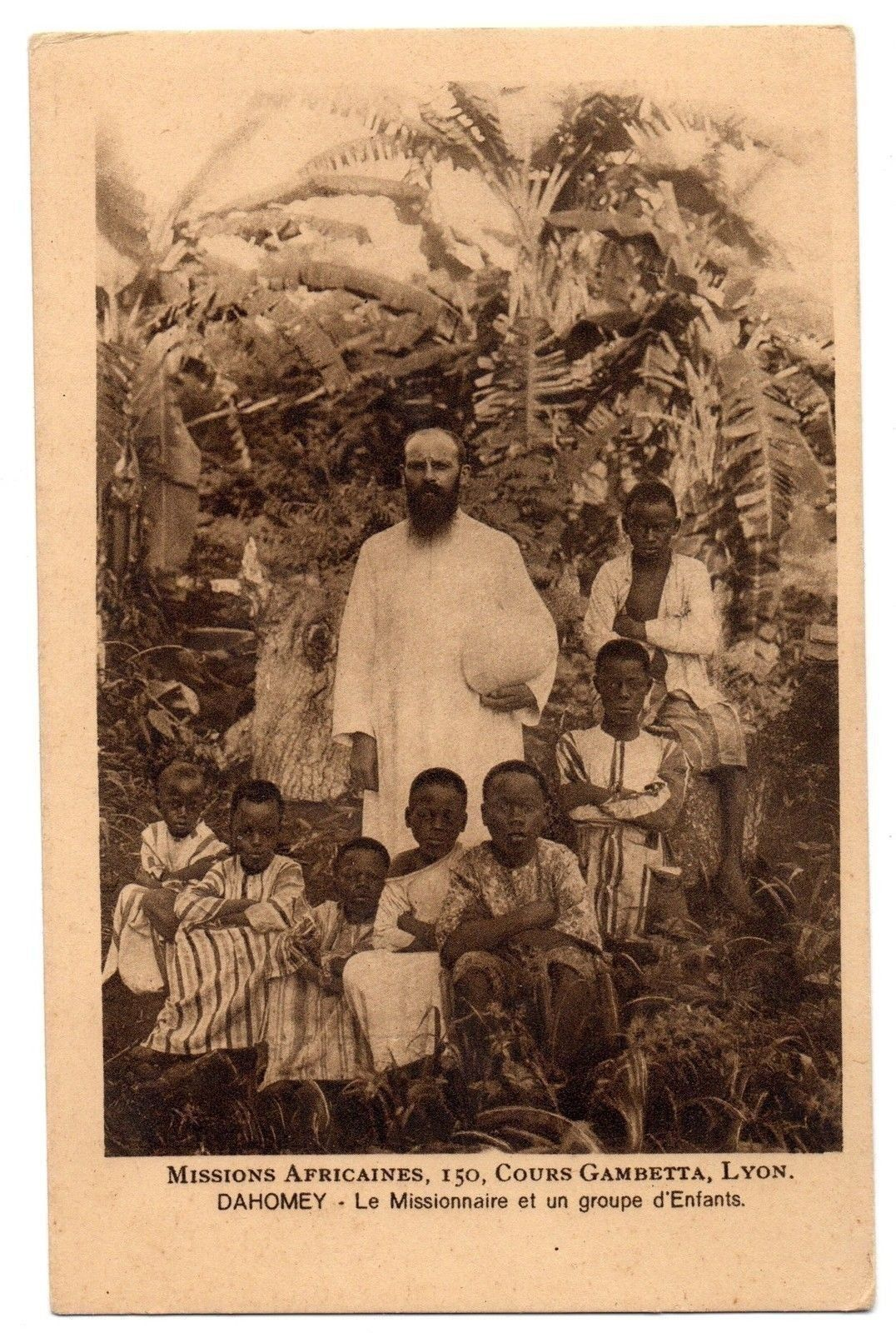
Een pater te midden van kinderen in Dahomey (1930)

De Sociëteit voor Afrikaanse Missiën (Latijn: Societas Missionum ad Afros; afk. SMA), in Nederland ook bekend als de Missionarissen van Cadier en Keer, is een gemeenschap van apostolisch leven, die actief is in de missie. De sociëteit moet niet verward worden met de Sociëteit van Afrikaanse Missionarissen oftewel de Witte Paters.

## Ontstaan
De sociëteit werd in 1856 gesticht vanuit het grootseminarie van Lyon door bisschop Melchior de Marion-Brésillac en zes seminaristen. Zij legden een gelofte af om hun werk in dienst te stellen van de mensen in Afrika. Hun missiewerk begonnen ze in mei 1859 in het West-Afrikaanse Sierra Leone. Nadat in juni 1859 Marion-Brésillac en zijn medehelpers aan de gele koorts gestorven waren, werd het werk voortgezet door pater Augustin Planque en andere jonge missionarissen. In 1900 werd de sociëteit officieel goedgekeurd door paus Leo XIII.

## Structuur
De sociëteit is geen kloostercongregatie, maar een gemeenschap van apostolisch leven, bestaande uit wereldgeestelijken en lekenbroeders. Dat betekent dat de leden niet de evangelische geloften afleggen. Wel zijn zij gebonden aan het celibaat. 

## Sociëteit in Nederland
In 1923 werd een afzonderlijke Nederlandse provincie opgericht van de Sociëteit voor Afrikaanse Missiën. Locaties:
- Missiehuis Onze Lieve Vrouwe van Lourdes in Cadier en Keer
- Grootseminarie te Bemelen (gesloten)
- Missiehuis Sint-Gerardus te Blitterswijck bij Venray, voor broeders (gesloten)
- Huize "Nieuw Herlaer" te Sint-Michielsgestel: gymnasiale opleiding van 1926 tot 1955